# Испанский английский
«Испанский английский» (англ. Spanglish) — кинокомедия 2004 года.

## Сюжет
Мексиканка Флор, поплакав о сбежавшем муже, пересекает вместе с маленькой дочкой американскую границу и отправляется прямиком в Лос-Анджелес, где латиноамериканцы составляют чуть ли не половину населения. Там шесть лет мать и дитя живут в «латинском» квартале, не зная Америки и изъясняясь исключительно по-испански, пока финансовые обстоятельства не заставляют Флор выйти в мир «белых людей». Беда в том, что женщина совершенно не владеет английским, вследствие чего, устроившись домработницей в дом повара Джона и его супруги Деборы, вынуждена использовать в качестве переводчиков сначала подругу, затем собственную дочь. Правда, знание английского ещё не гарантирует взаимопонимания между теми, кто его знает, поэтому в семейке с женой-неврастеничкой, взрослеющей дочерью и мудрой, но не выпускающей из рук бокала тещей и без всяких иностранных языков полным-полно «трудностей перевода».

## В ролях
| Актёр          | Роль                    |
| -------------- | ----------------------- |
| Адам Сэндлер   | Джон Класки             |
| Теа Леони      | Дебора Класки           |
| Пас Вега       | Флор Морено             |
| Клорис Личмен  | Эвелин Райт             |
| Шелби Брюс     | Кристина Морено         |
| Сара Стил      | Бернис Класки           |
| Йен Хайланд    | Джордж Класки           |
| Виктория Луна  | Кристина Морено в 6 лет |
| Сесилия Суарез | Моника                  |
| Рикардо Молина | муж Флор                |
| Кевин Бойл     | рассказчик              |

## Съёмочная группа
- Режиссёр — Джеймс Л. Брукс
- Продюсеры — Джоан Брэдшоу, Джеймс Л. Брукс
- Сценарий — Джеймс Л. Брукс
- Композитор — Ханс Циммер
- Оператор — Джон Сил

## Дубляж
- Радик Мухаметзянов – рассказчик
- Андрей Чижов – рассказчик (невафильм)

Фильм номинировался на «Золотой глобус» в номинации «Лучшая музыка»